# جاسلیق
جاسلیق (به ازبکی: Jasliq) یک منطقهٔ مسکونی در ازبکستان است که در قره‌قالپاقستان واقع شده‌است. جاسلیق ۳٬۷۹۱ نفر جمعیت دارد.